# Shi si nu ying hao
Shi si nu ying hao (十四女英豪), comercialitzada internacionalment com The 14 Amazons, és una pel·lícula wuxia de Hong Kong de 1972 dirigida per Cheng Kang i produïda per l'Shaw Brothers Studio. La pel·lícula guanyadora del premi comptava amb un repartiment predominantment femení. La història tracta sobre les dones generals de la família Yang.

## Visió general
És una pel·lícula de drama històric d'arts marcials que se situa a la dinastia Song.

## Argument
La família Yang, homes i dones, havia servit el seu país (dinastia Song) lleialment durant generacions. Durant la guerra amb Xia Occidental, el general Yang Tsung-pao és emboscat i assassinat. La seva mort deixa el seu únic fill, Yang Wen, com l'únic hereu masculí que queda de la família Yang. La seva vídua, Mu Kuei-ying, la gran matriarca i tota la família es van proposar venjar la seva mort i defensar el país. A causa de la interferència d'un oficial corrupte, Wang Ching, els yang no van poder tenir el consentiment de l'emperador per utilitzar l'exèrcit imperial.
Així, van marxar amb les tropes de voluntaris que poguessin reunir. Sabent de la reputació de Mu Kuei-ying com a guerrer i tàctic, el rei de Hsia Occidental i els seus fills intenten diverses maneres d'aturar-la sense èxit. Al final són més astuts quan Mu Kuei-ying, la família Yang i els soldats Sung assalten amb èxit la seva fortalesa.

## Repartiment
- Ivy Ling Po com a Mu Guiying[1]
- Lily Ho com a Yang Wenguang[1][3]
- Lisa Lu com a She Saihua[1]
- Yueh Hua com a Lü Chao
- Chen Yanyan (  陳燕燕 ) com a Geng Jinhua
- Lin Ching com a Zou Lanying
- Hsia Ping com a Dong Yue'e
- Betty Ting com a Huang Qiongnü
- Huang Chin-feng com a Ma Saiying
- Ouyang Sha-fei com a Chai Meirong
- Tina Chin Fei com a Du Jin'e
- Lee Ching com a "8th sister" Yang Yanqi
- Yeh Ling-chih com a "9th sister" Yang Yanying
- Wang Ping com a Yang Qiuju
- Liu Wu-chih com a Yang Qiulan
- Shu Pei-pei com a Yang Paifeng
- Ku Wen-tsung com a Yang Hong
- Fan Mei-sheng com a Jiao Tinggui
- Huang Chun-hsing com a Meng Huaiyuan
- Tien Feng com a Wang Wen
- Wang Hsieh com a Wang Wen's 1st son
- Nam Seok-hun com a Wang Wen's 2nd son
- Tien Ching com a Wang Wen's 3rd son
- Chin Pei com a Wang Wen's 4th son
- Lo Lieh com a Wang Wen's 5th son
- Tsung Hua com a Yang Zongbao
- Yang Chih-ching com a Kou Zhun
- Ching Miao com a Wang Qin
- Yang Ai-hua com a Pearl
- Ting Chien com a Shen Gu
- Eric Zeng Zhiwei com a Soldier
- Michelle Yim – Soldat femenina Yang

## Premis
- 1973 Millor llargmetratge - Subcampió. 11ns Premis de Cinema Cavall d'Or.[4]
- 1973 Cheng Kang guanya el de millor director. 11ns Premis de Cinema Cavall d'Or.[4][5]
- 1973 Lisa Lu guanya el de millor actriu secundària. 11ns Premis de Cinema Cavall d'Or.[4]
- 1973 Wang Yung-hua guanya els de millor efectes de so. 11ns Premis de Cinema Cavall d'Or.[4]
- 1973 Lily Ho a guanyar la millor interpretació protagonista femenina. 19è Asian Film Festival.[6]